# Стотлер, Раймонд
Ра́ймонд («Рэй») Ю́джин Сто́тлер (англ. Raymond Eugene Stotler; 1940—2013) — американский бриолог.

## Биография
Рэй Стотлер родился 30 марта 1940 года в Пеории в семье Чарльз Раймонда Стотлера и его жены Марджи Уаниты Стотлер. Учился в Западноиллинойсском университете, в 1962 году окончил его со степенью бакалавра по биологии. Затем продолжил обучение в Южноиллинойсском университете в Карбондейле, где под руководством систематика Роберта Моленброка в 1964 году получил степень магистра. В 1968 году Стотлер защитил диссертацию — монографию части рода Frullania в Латинской Америке — на соискание степени доктора философии в Университете Цинциннати под руководством Маргарет Фулфорд. После этого он в продолжение года работал в Висконсинском университете в Милуоки.
В июле 1969 года в Мюнхене Раймонд Стотлер женился на Барбаре Крэндолл.
С августа 1969 года Стотлер на протяжении 32 лет был профессором Южноиллинойсского университета. В 2001 году он ушёл на пенсию, став почётным профессором. Более 25 лет он работал научным сотрудником Ботанического сада Миссури. В 1996 году он был избран действительным членом Лондонского Линнеевского общества.
4 декабря 2013 года Раймонд Стотлер скончался.
Раймонд Стотлер был членом Ботанического общества Америки, Американского бриологического и лихенологического общества, Британского бриологического общества, Международной ассоциации по бриологии, Международной ассоциации по таксономии растений, Международного комитета по ботанической номенклатуре.

## Некоторые научные публикации
- Stotler, R.E. The genus Frullania subgenus Frullania in Latin America (англ.) // Nova Hedwigia : journal. — 1970. — Vol. 18. — P. 397—555.
- Stotler, R.E.; Crandall-Stotler, B.J. A monograph of the genus Bryopteris (Swartz) Nees von Esenbeck (англ.) // Bryophytorum Bibliotheca : journal. — 1974. — Vol. 3. — P. 1—159.
- Stotler, R.E. A Multilingual Glossary for Bryology: Hepatics and Anthocerotes (англ.) // Monographs in Systematic Botany, Missouri Botanical Garden : journal. — 1990. — Vol. 33. — P. 1—297.

## Виды растений, названные в честь Р. Стотлера
- Cololejeunea stotleriana Gradst., Ilkiu-Borges & Vanderp., 2011 — назван в честь Р. Стотлера и Б. Крэндолл-Стотлер